# Friedrich Rudolf von Frisching
Friedrich Rudolf von Frisching (* 26. März 1833 in Bern, Kanton Bern; † 1906 ebenda) war ein Schweizer Landschaftsmaler der Düsseldorfer Schule.

## Leben
Frisching, Spross des Berner Patriziergeschlechts (von) Frisching, war der zweitgeborene Sohn des Offiziers und Appellationsrichters Karl Gabriel Friedrich von Frisching (1796–1877) und dessen erster Ehefrau Margaretha Rosina Sophia, geborene Tscharner (1806–1833). Seine Mutter starb vier Tage nach seiner Geburt. Sein Bruder war Gabriel Rudolf Karl von Frisching (1831–1898), der sich am 28. April 1868 mit Henriette Maria von Bethmann (1843–1896) vermählte, der Tochter des Bankiers Moritz von Bethmann, und in Frankfurt am Main als Bankier und Schweizer Konsul wirkte.
Ersten Zeichenunterricht erhielt Frisching bei dem Zeichenlehrer Nikolaus Senn (1798–1867) in Bern. Dann besuchte er das Privatatelier des Malers F. Prévost aus Genf. 1852 bis 1857 ließ er sich in Genf von Alexandre Calame unterrichten, von 1865 bis 1875 in Düsseldorf von Carl Jungheim. Von 1867 bis 1876 war er Mitglied des Düsseldorfer Künstlervereins Malkasten.
Frisching unternahm Studienreisen im Alpenraum. In den Jahren 1859 bis 1875 war er auf verschiedenen Ausstellungen in Luzern, Genf, Bern und St. Gallen vertreten.